# Serie A1 1968/69
Die Saison 1968/69 war die 35. Spielzeit der Serie A1, der höchsten italienischen Eishockeyspielklasse. Meister wurde zum ersten Mal in der Vereinsgeschichte überhaupt der HC Gröden.

## Modus
Die vier Mannschaften absolvierten eine gemeinsame Hauptrunde. Der Erstplatzierte wurde Meister. Für einen Sieg erhielt jede Mannschaft zwei Punkte, bei einem Unentschieden gab es einen Punkt und bei einer Niederlage null Punkte.

## Hauptrunde

### Tabelle
|    | Klub              | Sp | S | U | N  | Tore  | Punkte |
| -- | ----------------- | -- | - | - | -- | ----- | ------ |
| 1. | HC Gröden         | 12 | 9 | 1 | 2  | 59:26 | 19     |
| 2. | SG Cortina        | 12 | 9 | 0 | 3  | 70:21 | 18     |
| 3. | HC Diavoli Milano | 12 | 3 | 2 | 7  | 35:81 | 8      |
| 4. | HC Bozen          | 12 | 1 | 1 | 10 | 27:63 | 3      |

Sp = Spiele, S = Siege, U = Unentschieden, N = Niederlagen

### Beste Torschützen
- Ruggero Savaris (Cortina) 21 Tore
- Edmondo Rabanser (Gröden) 15 Tore
- Alberto Da Rin (Cortina) 13 Tore
- Rolando Benvenuti (Bozen)  9 Tore
- John Cook (Diavoli)    8 Tore

### Meistermannschaft
Zdenek Beran – Lucio Brugnoli – Gottfried Demetz – Gottfried Kaslatter – Guido Kostner – Ulrich Kostner – Leo Messner – Ulrich Moroder – Erwin Nogler – Ferruccio Pasolli – Hans Piccolruaz – Walter Piccolruaz – Edmondo Rabanser – Josef Schrott

## Serie B
Gruppe 1HC Torino, Asiago Hockey, Latemar Bolzano
Gruppe 2EV Bruneck, HC Auronzo, Latemar Cavalese, Amatori Cortina
Finale
- EV Bruneck – HC Torino 3:2 (3:0, 0:1, 0:1)
- HC Torino – EV Bruneck 6:5

Aufgrund des gleichen Torverhältnisses wurden beide Clubs als Sieger der Serie B erklärt.